# Franz Caruso
Francesco Alessandro Caruso, detto Franz (Cosenza, 8 maggio 1959), è un politico italiano, sindaco di Cosenza dal 23 ottobre 2021.

## Biografia

### I primi anni
Nato e cresciuto a Cosenza, è sposato con Carla e ha due figli, Mattia e Alberto. È impegnato in politica dagli anni dell’adolescenza al liceo, ispirandosi ai valori del riformismo italiano e socialista. È sempre rimasto fedele al Partito Socialista Italiano, anche dopo lo scioglimento dello stesso, rifiutando la proposta fattagli da Silvio Berlusconi di entrare a far parte di Forza Italia nel 1994.

### Attività professionale
Si laurea in Giurisprudenza nel 1982 all’Università degli Studi di Salerno e diventa avvocato nel 1986, iscrivendosi all’Albo degli Avvocati di Cosenza. Nel corso della sua carriera si specializzerà in campo di diritto penale e dal 1999 diventa anche avvocato cassazionista.

### Attività politica
Segretario provinciale di Cosenza del ricostituito partito socialista, si candida alle elezioni regionali in Calabria del 2014, nella lista del PD in quota PSI, non riuscendo ad essere eletto per una manciata di voti.
Alle elezioni amministrative del 2021 si candida a sindaco di Cosenza, appoggiato dalle liste Partito Democratico, Partito Socialista Italiano e la lista civica "Franz Caruso Sindaco". In occasione della tornata elettorale, dopo aver ottenuto al primo turno il 23,78% dei voti, accede al ballottaggio con il candidato del centro-destra nonché vice del sindaco uscente Mario Occhiuto, anch'egli di nome Francesco Caruso, fermo al 37,43% dei voti. Al ballottaggio viene eletto primo cittadino con il 57,59% dei voti, contro il 42,41% del centro-destra.